# Йоаникий Мелнишки
Вижте пояснителната страница за други личности с името Йоаникий.
Йоаникий (на гръцки: Ιωαννίκιος) е православен духовник, митрополит на Вселенската патриаршия.

## Биография
В 1740 година Йоаникий е митрополит на Анкарската епархия (Αγκύρας), начело на която остава до 1753 година.
От 1745 до 1753 година е мелнишки митрополит (Μελενίκου).
В Музея на византийската култура в Солун е запазена архиерейската туника на митрополит Йоаникий -  копринена дреха, бродирана със златни и сребърни конци. Отпред има усукани лозови издънки с гроздове, завършващи с овални медали, в които са изобразени апостолите. В големите централни рамки са изобразени Христос Вседържител на трон и Благовещение. На гърба е изобразено родословното дърво на Христос - дърво Йесеево. Йесей е изобразен легнал в дъното на дрехата и от него пониква лоза, чиито клонки завършват с пророци и прадеди. Седнала високо на трон е изобразена Дева Мария, която държи малкия Христос на ръце. На върха има златен двуглав орел, в средата на който има овален медал, изработен от многоцветен емайл с изображение на Света Троица. Малък надпис, бродиран със злато, информира, че дрехата е на епископ Йоаникий Мелнишки и че е дело на Христофор Жефарович.